# Châu Bình, Hương Sơn
Châu Bình là một xã thuộc huyện Hương Sơn, tỉnh Hà Tĩnh, Việt Nam.

## Địa lý
Xã Châu Bình có diện tích 11,71 km², dân số năm 2023 là 7.417 người, mật độ dân số đạt 633 người/km².

## Lịch sử
Ngày 14 tháng 11 năm 2024, Ủy ban Thường vụ Quốc hội ban hành Nghị quyết số 1283/NQ-UBTVQH15 về việc sắp xếp đơn vị hành chính cấp huyện, cấp xã của tỉnh Hà Tĩnh giai đoạn 2023 – 2025 (nghị quyết có hiệu lực từ ngày 1 tháng 1 năm 2025). Theo đó, thành lập xã Châu Bình trên cơ sở toàn bộ 4,83 km² diện tích tự nhiên, quy mô dân số là 4.206 người của xã Sơn Châu và toàn bộ 6,88 km² diện tích tự nhiên, quy mô dân số là 3.211 người của xã Sơn Bình.
Xã Châu Bình có 11,71 km² diện tích tự nhiên và quy mô dân số là 7.417 người.